# Central Professional Hockey League 1963-1964
La stagione 1963-1964 è stata la 1ª edizione della Central Professional Hockey League, lega di sviluppo creata dalla National Hockey League per far crescere i giocatori delle proprie franchigie. La stagione vide al via cinque formazioni e al termine dei playoff gli Omaha Knights conquistarono la loro prima Adams Cup.

## Squadre partecipanti
Dopo sole nove partite gli Indianapolis Capitals dovettero trasferirsi diventando i Cincinnati Wings.
- Cincinnati Wings
- Minneapolis Bruins
- Omaha Knights
- St. Louis Braves
- St. Paul Rangers

## Stagione regolare
|  | Pos. | Squadra            | Pt | G  | V  | S  | N | GF  | GS  | DR   |
|  | ---- | ------------------ | -- | -- | -- | -- | - | --- | --- | ---- |
|  | 1.   | Omaha Knights      | 97 | 72 | 44 | 19 | 9 | 311 | 218 | +93  |
|  | 2.   | St. Paul Rangers   | 80 | 72 | 38 | 30 | 4 | 259 | 230 | +29  |
|  | 3.   | Minneapolis Bruins | 79 | 72 | 36 | 29 | 7 | 294 | 270 | +24  |
|  | 4.   | St. Louis Braves   | 73 | 72 | 33 | 32 | 7 | 316 | 275 | +41  |
|  | 5.   | Cincinnati Wings   | 31 | 72 | 12 | 53 | 7 | 207 | 394 | -187 |

Legenda:

      Ammesse ai Playoff
Note:

Due punti a vittoria, un punto a pareggio, zero a sconfitta.

## Playoff
|  | Semifinali | Semifinali         | Semifinali |                  |   | Finale        | Finale | Finale |  |
|  |            |                    |            |                  |   |               |        |        |  |
|  | 1          | Omaha Knights      | 4          |                  |   |               |        |        |  |
|  | 1          | Omaha Knights      | 4          |                  |   |               |        |        |  |
|  | 3          | Minneapolis Bruins | 1          |                  |   |               |        |        |  |
|  | 3          | Minneapolis Bruins | 1          |                  | 1 | Omaha Knights | 4      |        |  |
|  |            |                    |            |                  | 1 | Omaha Knights | 4      |        |  |
|  |            |                    | 2          | St. Paul Rangers | 1 |               |        |        |  |
|  | 2          | St. Paul Rangers   | 2          | St. Paul Rangers | 1 | 4             |        |        |  |
|  | 2          | St. Paul Rangers   |            |                  |   |               |        |        |  |
|  | 4          | St. Louis Braves   | 2          |                  |   |               |        |        |  |

## Premi CPHL
- Adams Cup: Omaha Knights
- Most Valuable Defenseman Award: Barclay Plager (Omaha Knights)
- Most Valuable Player Award: Jeannot Gilbert (Minneapolis Bruins)
- Rookie of the Year: Garry Peters (Omaha Knights) e Poul Popiel (St. Louis Braves)